# 松野泰己
松野泰己（日语：／ Matsuno Yasumi，1965年10月24日—）是日本著名游戏设计师兼编剧。松野最初在候车时通过街机接触电子游戏，首次游玩的作品为《太空侵略者》与《铁板阵》。他就读法政大学外交政策专业但中途退学，曾任经济记者一段时间后，最终加盟Quest公司。
松野康介于1989年入职游戏公司Quest，后于1995年加入史克威尔，凭借《皇家骑士团》（1993年）、《最终幻想战略版》（1997年）系列作品，以及《放浪冒险谭》（2000年）和《最终幻想12》（2006年）等游戏确立行业地位。在开发团队人员变动的影响下，他最终因长期健康问题从史克威尔艾尼克斯离职。在自由职业时期，他曾为任天堂Wii平台开发《疯狂世界》（2009年）等作品。2011年加入Level-5后，参与制作了任天堂3DS平台游戏《緋紅聖骸布》。
2016年，松野创立了个人公司ALGEBRA FACTORY。在此期间，他应史克威尔艾尼克斯邀请，为《最终幻想14》资料片《红莲之狂潮》（2017年）撰写剧情，设计了名为“重返伊瓦利斯”的团队副本——伊瓦利斯大陆正是他此前参与制作的《最终幻想》系列作品中的经典场景。随后，松野再次受邀为游戏另一部资料片《暗影之逆焰》创作了“拯救女王”剧情线。

## 早期生活
松野自幼成长于乡村地区，彼时仅以影视与书籍为精神慰藉。其业余爱好包括制作微缩场景模型，尤钟情于二战题材。为此他常驻当地图书馆查考史料后创作，并热衷于在每件模型作品中融入自己创作的剧情要素。
他最早接触电子游戏是在等火车时，在街机厅玩《太空侵略者》和《铁板阵》。后来他迷上了任天堂FC上的《塞尔达传说》和《勇者斗恶龙》，也经常在Amiga和PC上玩游戏，包括《网络创世纪》。他就读于法政大学外交政策专业，但三年后选择退学。之后短暂当过经济记者，但觉得工作没意思。1989年，松野辞去记者工作，加入了Quest公司。

## 职业生涯

### Quest
松野的职业生涯开始于日本视频游戏开发商Quest。1993年，他担任超级任天堂游戏《皇家骑士团》的导演。这是该战略角色扮演游戏系列的首部作品。松野的创作灵感来自英国摇滚乐队皇后乐队的专辑《Queen II》——其中收录的《Ogre Battle》和《The March Of The Black Queen》两首歌曲直接启发了游戏命名。游戏世界中某片海域亦取自该专辑的《Seven Seas of Rhye》。他参与开发的下一部作品是1995年超级任天堂平台发行的《皇家騎士團2》，游戏中围绕战争现实展开的政治叙事，灵感源自当时正在发生的波斯尼亚种族灭绝和南斯拉夫战争。

### 史克威尔以及史克威尔艾尼克斯
1995年，松野离开Quest后加入史克威尔公司。在史克威尔期间，他担任PlayStation平台《最终幻想战略版》的导演兼编剧。该作在设计玩法上与《皇家骑士团2》一脉相承，并因其高度复杂的故事架构广受赞誉。游戏发售后，松野团队立即投入《放浪冒险谭》开发。虽规模不及《最终幻想战略版》，但该作获得评论界极高评价，并逐渐积累起核心拥趸。2001年首测前，松野还负责监管史克威尔旗下在线游戏平台PlayOnline的开发工作。此后他担任GBA平台游戏《最终幻想战略版Advance》的制作人，该作继承《战略版》的系统但采用全新剧情线。 
2001年，松野被指派与伊藤裕之共同担任游戏《最终幻想XII》导演。他负责构思游戏的核心概念与剧情框架。据传由于部分开发成员离职加入坂口博信领导的新公司Mistwalker，松野曾情绪失控拒绝上班长达一个月。2005年8月，史克威尔艾尼克斯官方宣布其因长期健康问题退出项目。

### 自由职业期以及Level-5

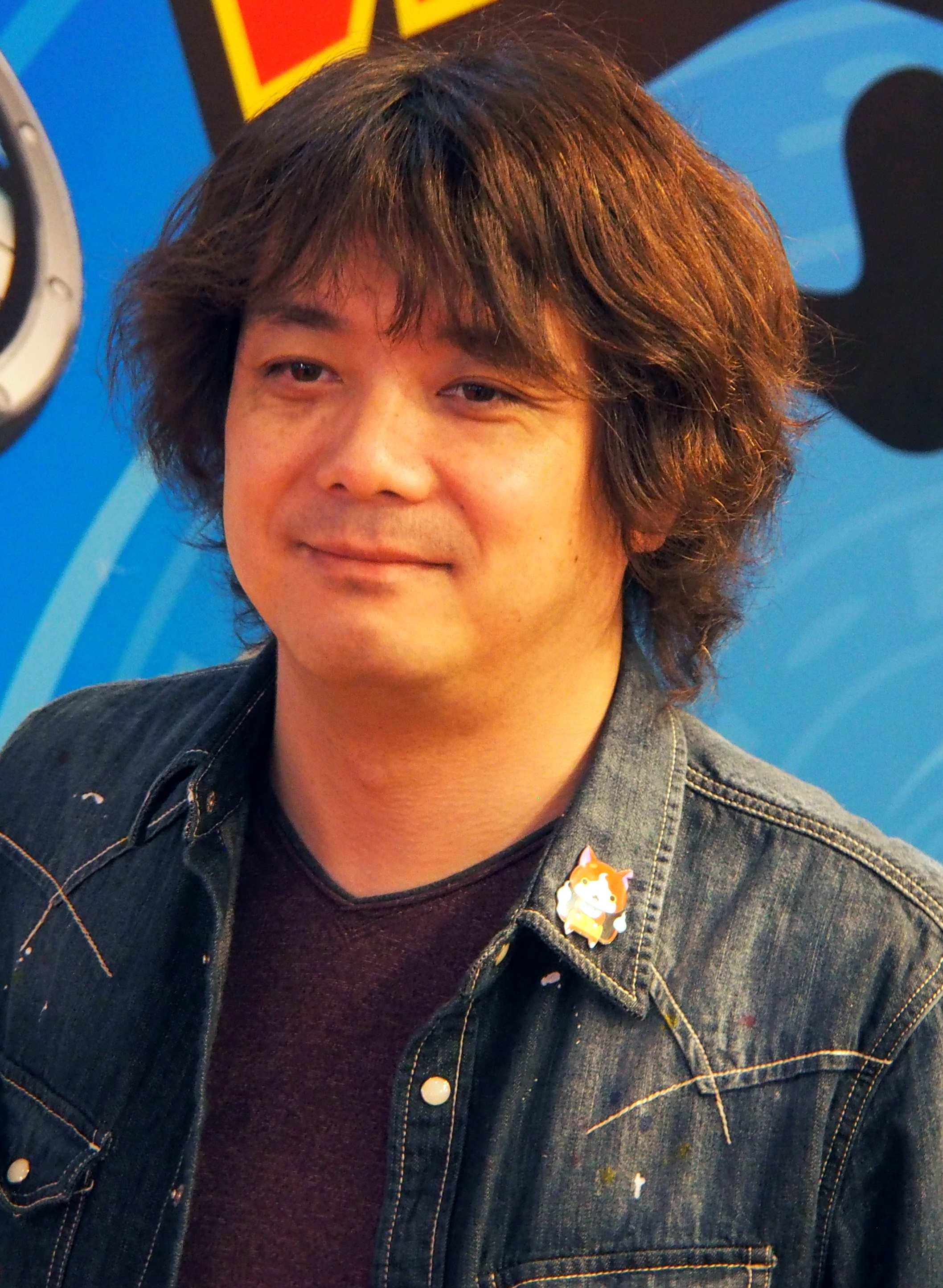
2011年，日野晃博成功说服松野加入Level-5公司。

2006年，松野在任天堂Wii主机的宣传视频中表达了对该主机的兴趣，称其遥控器手柄的直观功能令他印象深刻。此后，其好友、白金工作室制作人稻叶敦志邀请他参与Wii游戏《疯狂世界》的剧本开发。在开发世界观、故事和脚本期间，松野常与开发团队沟通，但收到了相互矛盾的意见：游戏设计师希望强调极端暴力，而制作人则希望淡化处理。松野的创作构思不得不平衡这两种对立观点。当《皇家骑士团2》的原班人马集结并准备开发PSP平台的移植版游戏时，松野受邀负责游戏设计及新增剧情内容。 
在该移植版完成后不久，Level-5社长日野晃博便与松野展开洽谈，力邀其加盟公司。2011年6月，官方宣布松野基于对《雷顿教授》与《闪电十一人》系列的好感，同时为创作理想中的游戏而正式加入Level-5。任职期间，他为任天堂3DS开发了奇幻角色扮演遊戲《深红裹尸布》——该作隶属草蜢工作室的须田刚一、世嘉的斋藤由多加及喜剧艺人平井善之合作参与的协作企划《Guild 01》。2012年10月松野离职时说明：“随着3DSWare游戏本土及海外版开发完成，此刻卸任休整恰是为下一项目蓄力的良机”。2013年9月，他宣布与美国公司Playdek合作开发策略游戏《Unsung Story》，该作延续松野擅长的中世纪奇幻世界观。2020年松野透露，他在将项目移交Little Orbit前已退出开发，并批评Playdek版本是“《最终幻想》的仿制品”。虽与Little Orbit确认当前版本仍基于其原始概念，但他坦言未参与现版本开发：“我期待以普通玩家的新鲜视角体验它”。

### ALGEBRA FACTORY
2016年，松野成立了一家以“策划、剧本与制作”为核心业务的公司ALGEBRA FACTORY。在此期间，他受史克威尔艾尼克斯委托：先后为MMORPG《最终幻想14》资料片《红莲之狂潮》制作“重返伊瓦利斯”团队副本，继而为资料片《暗影之逆焰》开发“拯救女王”剧情线；同时受Cygames株式会社聘请，负责手机游戏《Lost Order》的游戏草案设计与项目管理。  

## 游戏设计与评价
松野的作品通常以故事驱动的冒险为核心，融合战术或战略战斗系统。他将Quest公司的开发文化形容为“仁慈的独裁”，而史克威尔则更趋“民主”，但其个人始终不倾向让团队成员干预其叙事创作。 他被業界視為日本最具實力的遊戲開發者之一：直到現時為止他参与开发的其中兩部作品被Fami通評為滿分40/40（《放浪冒险谭》以及《最终幻想XII》）；Fami通於2006年3月舉辦的100個最喜愛的遊戲公開投票中，松野的皇家騎士團獲玩家選出第七位；遊戲網站Next Generation曾將松野評選為2007年第十三位最重要的遊戲開發者。

## 作品
| 年份 | 游戏作品                | 团队内的职责                 | 参考   |
| ---- | ----------------------- | ---------------------------- | ------ |
| 1990 | 魔天童子                | 策划                         | [ 28 ] |
| 1993 | 皇家骑士团              | 导演兼游戏设计               | [ 29 ] |
| 1995 | 皇家騎士團2             | 导演、游戏设计、剧本         | [ 16 ] |
| 1997 | 最终幻想战略版          | 导演、编剧                   | [ 29 ] |
| 2000 | 放浪冒险谭              | 导演、制作人、战斗设计、编剧 | [ 29 ] |
| 2003 | 最终幻想战略版Advance   | 制作人                       | [ 30 ] |
| 2006 | 最终幻想XII             | 编剧、原案、初代导演         | [ 10 ] |
| 2009 | 瘋狂世界                | 编剧                         | [ 31 ] |
| 2010 | 皇家骑士团：命运之轮    | 游戏设计与剧情架构           | [ 32 ] |
| 2012 | 緋紅聖骸布              | 游戏设计与剧情架构           | [ 33 ] |
| 2014 | 特拉之战                | “谢伊与艾莉欧妮之死”剧情章节 | [ 34 ] |
| 2017 | Lost Order              | 导演                         | [ 35 ] |
| 2017 | 最终幻想XIV：红莲之狂潮 | “重返伊瓦利斯”剧情           | [ 23 ] |
| 2020 | 最终幻想XIV：暗影之逆焰 | “拯救女王”剧情               | [ 36 ] |
| 2022 | 皇家骑士团：重生        | 游戏设计与剧情架构           | [ 37 ] |

## 脚注